# アンディ、スカボロー・フェアを歌う
| 専門評論家によるレビュー | 専門評論家によるレビュー |
| レビュー・スコア         | レビュー・スコア         |
| 出典                     | 評価                     |
| ------------------------ | ------------------------ |
| Allmusic                 | [ 1 ]                    |
| Billboard                | Spotlight Pick           |

『アンディ、スカボロー・フェアを歌う』（アンディ、スカボロー・フェアをうたう、Honey）は、アメリカ合衆国のポップ歌手アンディ・ウィリアムスが1968年春にコロムビア・レコードからリリースした22枚目のアルバム。英語の原題は、収録曲のひとつで、アルバム発売当時ボビー・ゴールズボロがヒットさせていた「ハニー」から採られていたが、日本では当時大ヒットしていたサイモン&ガーファンクルの「スカボロー・フェア/詠唱」を踏まえて邦題が付けられた。

## 概要
オールミュージック (AllMusic) のウィリアム・ルールマン (William Ruhlmann) は、このLPのレビューにおいて、ウィリアムスの定石の手法について次のように述べている。「彼は、長年にわたって、最新のヒット・パレード曲を自身のレパートリーに加えてきた。しかし、『Honey』は、こうした手法への全面的なクロスオーバーを示したものである。これまでのウィリアムスのアルバムは、映画関係の楽曲、スタンダード曲、ポップ・ヒット、他国（特にフランス）の楽曲などから巧みに構成されていたが、『Honey』では、収録された11曲のうち10曲が、過去2年間のトップ40ヒットで占められていた。」
このアルバムは、1968年6月8日付の『ビルボード』誌のアルバム・チャートに初登場し、以降40週にわたってチャートにとどまり、最高9位まで上昇した。その少し後の7月には全英アルバム・チャートにも入り、17週チャートにとどまって最高4位となり、同年11月1日には、アメリカレコード協会 (RIAA) からゴールドディスクの認定を受けた。
このアルバムが最初にCDでリリースされたのは1999年3月23日で、コレクタブルズ・レコードから出された2枚のアルバムを1枚のCDに収める形式のもので、一緒に収録されたのは、ウィリアムスがコロムビアから出した1969年春のアルバム『ハッピー・ハート (Happy Heart)』であった。2000年には、同じ組み合わせのCDが、ソニー・ミュージック・ディストリビューションからリリースされた。コレクタブル盤のCDは、スタジオ・アルバム17枚とコンピレーション・アルバムを収めたボックス・セット『Classic Album Collection, Vol. 1』に収められ、2001年6月26日にリリースされた。

## 評価
ルールマンは、「歌手は最善を尽くし、トップ10入りのゴールドディスクを獲得したが、このアルバムは以前からの努力のバランスを欠いている」と賛否相半ばの評価を下している。
『ビルボード』誌は、「ウィリアムスのリラックスした明るい雰囲気は、見事なまでにタイトル曲と合っている」と記し、このアルバムは「確かなウィリアムスの佳作 (solid Williams fare)」だとした。

## トラックリスト
| #         | タイトル                                                                                            | 作詞・作曲                                          | 時間  |
| --------- | --------------------------------------------------------------------------------------------------- | --------------------------------------------------- | ----- |
| 1.        | 「見果てぬ夢（『ラ・マンチャの男』より）(The Impossible Dream (The Quest)" from Man of La Mancha)」 | ジョー・ダリオン、ミッチ・リー                      | 2:39  |
| 2.        | 「愛のセレナーデ (This Is My Song)」                                                                | チャールズ・チャップリン                            | 2:53  |
| 3.        | 「恋はフェニックス (By the Time I Get to Phoenix)」                                                 | ジミー・ウェッブ                                    | 3:49  |
| 4.        | 「哀愁の花びら ((Theme from) Valley of the Dolls)」                                                 | アンドレ・プレヴィン、ドリー・プレヴィン            | 3:40  |
| 5.        | 「スカボロー・フェア/詠唱 (Scarborough Fair/Canticle)」                                             | ポール・サイモン、アート・ガーファンクル            | 3:46  |
| 6.        | 「恋はみずいろ (\|Love Is Blue (L'Amour Est Bleu))」                                                | Brian Blackburn、ピエール・クール、アンドレ・ポップ | 2:46  |
| 合計時間: | 合計時間:                                                                                           | 合計時間:                                           | 19:33 |

| #         | タイトル                                                                   | 作詞・作曲                                                                          | 時間  |
| --------- | -------------------------------------------------------------------------- | ----------------------------------------------------------------------------------- | ----- |
| 1.        | 「ハニー (Honey (I Miss You))」                                            | ボビー・ラッセル                                                                    | 4:30  |
| 2.        | 「ウィンディ (Windy)」                                                     | ルーサン・フリードマン                                                              | 2:53  |
| 3.        | 「ラスト・グッドバイ (Our Last Goodbye)」                                  | ニック・デカロ、William "Ju Ju" House                                               | 2:25  |
| 4.        | 「スプーキー (Spooky)」                                                    | バディ・ビューイ、ジェイムズ・B・コッブ・ジュニア、Harry Middlebrooks、Mike Shapiro | 3:18  |
| 5.        | 「アップ・アップ・アンド・アウェイ（ビートでジャンプ） (Up, Up and Away)」 | ジミー・ウェッブ                                                                    | 2:36  |
| 合計時間: | 合計時間:                                                                  | 合計時間:                                                                           | 15:42 |

### 日本盤
日本盤では曲順が大きく入れ替えられており、2013年に『アンディ・ウィリアムス・オリジナル・アルバム・コレクション第二集』中の1枚としてCD化された際にも、この曲順が維持された。
| #         | タイトル                                                                                            | 作詞・作曲                                          | 時間  |
| --------- | --------------------------------------------------------------------------------------------------- | --------------------------------------------------- | ----- |
| 1.        | 「スカボロー・フェア (Scarborough Fair)」                                                           | ポール・サイモン、アート・ガーファンクル            | 3:46  |
| 2.        | 「恋はみずいろ (\|Love Is Blue (L'Amour Est Bleu))」                                                | Brian Blackburn、ピエール・クール、アンドレ・ポップ | 2:46  |
| 3.        | 「恋はフェニックス (By the Time I Get to Phoenix)」                                                 | ジミー・ウェッブ                                    | 3:49  |
| 4.        | 「哀愁の花びら ((Theme from) Valley of the Dolls)」                                                 | アンドレ・プレヴィン、ドリー・プレヴィン            | 3:40  |
| 5.        | 「愛のセレナーデ (This Is My Song)」                                                                | チャールズ・チャップリン                            | 2:53  |
| 6.        | 「見果てぬ夢（『ラ・マンチャの男』より）(The Impossible Dream (The Quest)" from Man of La Mancha)」 | ジョー・ダリオン、ミッチ・リー                      | 2:39  |
| 合計時間: | 合計時間:                                                                                           | 合計時間:                                           | 19:33 |

| #         | タイトル                                                                   | 作詞・作曲                                                                          | 時間  |
| --------- | -------------------------------------------------------------------------- | ----------------------------------------------------------------------------------- | ----- |
| 1.        | 「ハニー (Honey (I Miss You))」                                            | ボビー・ラッセル                                                                    | 4:30  |
| 2.        | 「ウィンディ (Windy)」                                                     | ルーサン・フリードマン                                                              | 2:53  |
| 3.        | 「アップ・アップ・アンド・アウェイ（ビートでジャンプ） (Up, Up and Away)」 | ジミー・ウェッブ                                                                    | 2:36  |
| 4.        | 「ラスト・グッドバイ (Our Last Goodbye)」                                  | ニック・デカロ、William "Ju Ju" House                                               | 2:25  |
| 5.        | 「スプーキー (Spooky)」                                                    | バディ・ビューイ、ジェイムズ・B・コッブ・ジュニア、Harry Middlebrooks、Mike Shapiro | 3:18  |
| 合計時間: | 合計時間:                                                                  | 合計時間:                                                                           | 15:42 |

## パーソネル
オリジナル盤のライナーノートによる。
- アンディ・ウィリアムス - ボーカル
- ニック・デカロ - 編曲、プロデューサー
- Rafael O. Valentin - 録音エンジニア
- ボブ・カトー（英語版） - 写真